# Simon Vratsian
Simon Vratsian (em armênio/arménio:  Սիմոն Վրացյան; 1882 - 21 de maio de 1969) foi o último primeiro-ministro da Primeira República da Armênia.
Após formação em escolas armênias e russas, filiou-se ao partido Dashnak. Recebeu educação superior no Seminário de Gevorgian de 1900 a 1906. Vratsian retornou a Nova Naquichevão como funcionário do partido Dashnak e participou do 4º Congresso Geral de Dashnaktsutiun em Viena, em 1907; onde apoiou a adoção do socialismo.
Em 1908, viajou para São Petersburgo para estudar direito e também para os Estados Unidos em 1911, onde editou o jornal Hairenik. Em 1914, se dirigiu ao 8º Congresso Geral de Dashnaktsutiun no Império Otomano. Foi eleito para o birô do partido e discutiu politicas com os líderes dos Jovens Turcos. Em agosto de 1914, foi preso como um espião russo, mas fugiu para a Transcaucásia, onde se envolveu com as unidades voluntárias armênias que lutavam com o exército russo. Após a dissolução das unidades que participaram da Conferência Estadual de Moscou, o Congresso Nacional Armênio, foi eleito membro do Conselho Nacional. 
Hovhannes Katchaznouni pediu-lhe para acompanhá-lo em sua excursão pela Europa e América em 1919, mas seu visto foi recusado pelos britânicos já que o viam como um socialista radical. No mesmo ano, foi nomeado para o ministério do trabalho, agricultura e cargos estatais no gabinete de Aleksandr Khatisyan. Suas posições transitaram para o governo de Hamo Ohanjanyan; ele também assumiu competências de informação e propaganda. Após a renúncia do governo e o fracasso de Hovhannes Katchaznouni para formar uma coalizão, Vratsian aceitou o cargo de primeiro-ministro em 23 de novembro de 1920. No dia 2 de dezembro, aprovou a tomada de poder pelos bolcheviques. Em seguida, passou a se esconder, e mais tarde surgiu como Presidente do Comitê para a Salvação da Pátria. 
Também apelou para a Europa e a Turquia para obter ajuda contra os bolcheviques. Vratsian seguida, viajou pela Europa, estabelecendo-se em Paris para editar o Droshak de 1923 a 1925. Em 1945, apresentou uma petição à Assembleia Geral das Nações Unidas em San Francisco exigindo a restauração da Armênia Wilsoniana mantida pela Turquia para a Armênia.